# Legend (película)
Legend (en español, Leyenda) es una película fantástica de 1985 distribuida internacionalmente por 20th Century Fox y Universal Pictures en Estados Unidos y Canadá. Dirigida por Ridley Scott y protagonizada por Tom Cruise, Mia Sara y Tim Curry, no tuvo un éxito muy notable en su estreno, aunque actualmente se la considera un título de culto. Fue candidata a un premio Óscar (mejor maquillaje) y cuenta con un incondicional grupo de aficionados.
Destaca por contar con dos músicas: una de estilo orquestal compuesta por Jerry Goldsmith, empleada para el montaje internacional, y otra de estilo instrumental electrónico, para el montaje estadounidense, compuesta por Tangerine Dream, Jon Anderson y Bryan Ferry.

## Argumento
En un reino mágico, el Señor de las Tinieblas (Tim Curry) le ordena a un duende llamado Blix (Alice Playten) que corte el cuerno de uno de los dos unicornios que representan todo lo bueno sobre la tierra. La fuerza de los unicornios debilita cada día más al Señor de las Tinieblas. Mientras Blix se prepara para cumplir el encargo, junto a otros seres malvados del reino, una joven y hermosa princesa llamada Lili (Mia Sara) se reúne en el bosque con un apuesto joven llamado Jack (Tom Cruise) quien, para darle una sorpresa, la lleva a ver los unicornios. Al verlos, Lili se acerca y entona una melódica canción que los atrae hacia ella. Blix aprovecha el momento en que Lili toca a uno de los unicornios para lanzarle un dardo tranquilizante al unicornio macho. Como resultado ambos unicornios huyen del lugar, siendo perseguidos por Blix y sus secuaces.
Ignorando el peligro que corren los unicornios, la joven pareja de enamorados continúa jugueteando en el bosque. Lili lanza su anillo real a un río y le dice a Jack que se casará con la persona que lo encuentre. Jack se lanza al río en su búsqueda y en ese mismo momento, en otro lugar del bosque, Blix logra alcanzar al unicornio macho debilitado por efecto del tranquilizante y procede a cortarle el cuerno, lo cual desata un cruel invierno sobre la tierra. Lili, asustada, huye hacia la casa de una amiga suya que vive en el bosque pero todos sus moradores están congelados. Estando allí llegan los duendes malvados a la casa, por lo que Lili se esconde. Los duendes comienzan a jugar con el cuerno y Lili oye cuando uno de ellos dice que lograron atrapar al unicornio porque la belleza y la inocencia de Lili tranquilizó a ambos unicornios por un momento. Lili, tras la marcha de los duendes, se promete a sí misma arreglarlo todo. Al mismo tiempo, Jack, que no ha logrado encontrar el anillo de Lili, llega a un lugar del bosque en donde se reúnen varias criaturas lideradas por un duende bueno llamado Gump (David Bennent). Jack cuenta todo lo sucedido a Gump y juntos van en busca del unicornio, encontrándolo completamente debilitado junto a la unicornio hembra.
Jack, Gump y otras criaturas deciden ir a recuperar el cuerno del unicornio, pero antes Gump debe dotar a Jack del atuendo propio de un guerrero, por lo que dejan a la unicornio hembra al cuidado de otro duende bueno mientras van a buscar el atuendo de Jack. Cuando el Señor de las Tinieblas se le aparece a Blix para que le entregue el cuerno, le dice que no basta con eso sino que también debe capturar a la unicornio hembra, por lo que Blix va en su búsqueda. Al mismo tiempo, la princesa llega al lugar donde está el duende con el unicornio hembra para advertirles  del peligro, pero ambas son capturadas por Blix y llevadas a la guarida del Señor de las Tinieblas. Al enterarse, Jack acude rápidamente al rescate del cuerno del unicornio macho, y de igual manera también debe rescatar a la unicornio hembra y a Lili, que se hallan prisioneras del Señor de las Tinieblas. La misión de Jack no es fácil, ya que tiene que enfrentarse al Señor de las Tinieblas para recuperar el cuerno, a la unicornio hembra y a Lili, la cual se encuentra bajo los efectos de un embrujo que solo puede deshacerse si Jack encuentra el anillo que Lili arrojó al río.

## Reparto
| Actor            | Personaje                 |
| ---------------- | ------------------------- |
| Tom Cruise       | Jack                      |
| Mia Sara         | Princesa Lili             |
| Tim Curry        | El Señor de las Tinieblas |
| David Bennent    | Honeythorn Gump           |
| Alice Playten    | Blix y voz de Gump        |
| Billy Barty      | Screwball                 |
| Cork Hubbert     | Brown Tom                 |
| Peter O'Farrell  | Pox                       |
| Kiran Shah       | Blunder                   |
| Annabelle Lanyon | Oona                      |
| Robert Picardo   | Meg Mucklebones           |
| Tina Martin      | Nell                      |